# Johannes Hoornbeeck
Johannes Hoornbeeck, ook wel Hoornbeek (Haarlem, 4 november 1617 – Leiden, 23 augustus 1666), was een gereformeerd hoogleraar theologie uit de Republiek der Zeven Verenigde Nederlanden. Hij is vooral bekend als polemist en schrijver van enkele stichtelijke werken. Hoornbeeck was leerling van Gisbertus Voetius en wordt tot de stroming van de Nadere Reformatie gerekend. Zijn uitspraak ecclesia reformata, semper reformanda (de gereformeerde kerk moet zich altijd blijven reformeren) drukt compact het ideaal van deze beweging uit.

## Levensloop
Johannes Hoornbeeck stamde uit een familie van Vlaamse kooplieden, die naar de Republiek der Zeven Verenigde Nederlanden waren gevlucht. Hij studeerde van 1633 tot 1637 theologie in Leiden en in Utrecht aan de net gestichte universiteit. In laatstgenoemde stad studeerde hij bij Voetius met wie hij de rest van zijn leven in vriendschap verbonden bleef. In 1639 werd hij predikant van de gereformeerde kerk “onder het kruis” in Mülheim am Rhein (tegenwoordig een stadsdeel van Keulen), die zich vooral richtte op kooplui in het rooms-katholieke Keulen, waar de gereformeerde eredienst niet was toegestaan. Na zijn promotie in Utrecht tot doctor in de theologie in december 1643 werd Hoornbeeck in 1644 aangesteld als opvolger van Meinardus Schotanus als hoogleraar theologie aan de Utrechtse universiteit. In 1650 was hij daar tevens rector magnificus. Zijn voornaamste vakgebied was de uitleg van het Oude Testament. In 1653 werd hij gevraagd als hoogleraar te Leiden, een benoeming die hij na veel aarzeling pas in 1654 aannam. Die aarzeling bleek niet onterecht, aangezien zijn Leidse periode gekenmerkt werd door conflicten over de zondagsheiliging, het Cartesianisme en de bank van lening met zijn collega’s Johannes Coccejus en Abraham Heidanus. In 1666 overleed Hoornbeeck op 48-jarige leeftijd.
Een portret van de Haarlemmer Hoornbeeck werd in 1645 geschilderd door zijn bekende stadgenoot Frans Hals. Alleen het boek in zijn hand doet vermoeden dat we hier sprake is van een geleerdenportret in plaats van dat van een vlotte patriciër. Dat Hoornbeeck behoort tot de precieze stroming van de Nadere Reformatie valt uit dit portret niet af te leiden.

## Polemisch theoloog
Het theologische hoofdwerk van Hoornbeeck is de Summa Controversiarum waarin hij de gereformeerde leer vergeleek met de opvattingen van "ongelovigen" (heidenen, Joden en Mohammedanen), "ketters" (papisten, anabaptisten, libertijnen, enthousiasten en Socinianen) en "scheurmakers" (remonstranten, lutheranen, brownisten en de Grieks-orthodoxen). Van al deze geloofsovertuigingen gaf hij een overzicht van hun opvattingen en geschiedenis. Het hoofddoel van het boek was echter om aan te geven hoe zij afweken van de gereformeerde leer en argumenten te leveren waarmee de opvattingen bestreden konden worden.

## Stichtelijk schrijver
Hoewel Hoornbeeck vooral een academisch theoloog was schreef hij ook enkele stichtelijke boeken, zoals de Euthanasia, een handleiding om goed te kunnen sterven. Dit “wel-sterven” was alleen mogelijk wanneer het voorafgegaan werd door een “wel-leven”, namelijk een leven naar Gods wil. Daarnaast vertaalde en bewerkte hij een wetenschappelijke disputatie van Voetius in het Nederlands, vanwege de betekenis voor het geloofsleven, de disputatie van de geestelijke verlatingen. Hierin wilde hij troost bieden voor mensen die niet de nabijheid van God ervoeren in hun leven.

## Zending
Hoornbeeck was de eerste Nederlander die een afzonderlijke wetenschappelijke missiologie schreef, namelijk De conversione indorum & gentilium. Dit boek werd in 1669 postuum uitgegeven door David Stuart. Hoewel Hoornbeeck ook in dit boek veel aandacht besteedde aan de intellectuele weerlegging van andere geloven, bevat het ook de nodige praktische adviezen. Een van de meest opvallende is het voorstel om een protestantse Congregatio de propagande fide op te richten. Hoewel het boek een aanbeveling meekreeg van de verschillende classicale deputaten voor de Oost-Indische en West-Indische kerkzaken, kwam er van dit plan verder niets. Ook Hoornbeecks pleidooi voor een goede opleiding van de Indische predikanten, waaronder de heropening van het in 1632 gesloten Indisch seminarie had weinig effect. In een achttiende-eeuwse bewerking van zijn boek werden zijn hoge eisen zelfs bewust weggelaten om te voorkomen dat zij ontmoedigend zouden werken op mogelijke liefhebbers van een predikantschap in Oost-Indië. Onder zending vielen voor Hoornbeeck ook de activiteiten om de Joden tot het christelijk geloof te bekeren.

## Voornaamste publicaties
- Gisberti Voetii Disputaty van geestelicke verlatingen. Vervolgt, door Johannes Hoornbeeck (Utrecht, 1646; 4e druk: Dordrecht, 1667; Voetius' disputatie is vertaald door Hoornbeeck)
- Socianismus confutatus (Utrecht/Amsterdam/Leiden, 1650-1654; 3 delen)
- Euthanasia, ofte wel-sterven: waar in veele exempelen der stervende, en haare laatste dootspreuken verhaalt worden (Utrecht, 1651; 2e druk: Utrecht, 1660)
- Summa controversiarum religionis cum infidelibus, hæreticis, schismaticis ... (Utrecht, 1653; 4e druk: Frankfurt an der Oder, 1697)
- Tractaat van catechisatie: haare oorsprong, gebruik, ende nuttigheit in de christen-kercke (Leiden, 1654)
- Des Heeren-dags heiliging: voor-gestelt in verscheide leeringen, in ordonnantiën ende regelen der voorige ende tegenwoordige eeuwe (Leiden, 1655)
- Tešuvah Yehudah = Pro Convincendis et convertendis Judaeis (Leiden, 1655) digitale versie in Latijn
- Institutiones theologicae. Ex optimis auctoribus concinnatae (Leiden, 1658)
- Theologia practica (Utrecht, 1663; 3e druk: Frankfurt am Main/Leipzig, 1698)
- De conversione indorum & gentilium (Amsterdam, 1669; Nederlandse bewerking in: Wilhelmus Hogerwaart, Afscheids-reden tot de gemeinte op Batavia; daar nog bĳ komt Prof. Hoornbeeks Sorg en raad aangaande de evangelie-prediking in Oost- en West-Indien; vertaald en opgehelderd door Hendrik Velse, 's-Gravenhage, 1732) digitale versie in Latijn, recente vertaling in het Engels door Ineke Loots en Joke Spaans: ”On the Conversion of Indians and Heathens”, 2019, uitg. Brill